# Libéria nos Jogos Olímpicos de Verão de 1980
A Libéria competiu nos Jogos Olímpicos de Verão de 1980 em Moscou, União Soviética.  O país retornou às Olimpíadas após não disputar os Jogos Olímpicos de Verão de 1976.